# 609

سنة 609 كانت سنة بسيطة تبدأ يوم الأربعاء حسب التقويم اليولياني. تم استخدام الفئة 609 لهذا العام منذ أوائل العصور الوسطى، عندما أصبح عصر التقويم بعد الميلاد هو الأسلوب السائد في أوروبا لتسمية السنوات.

## أحداث
يوم ذي قار بين بني شيبان وبكر بن وائل ضد جيش كسرى ملك الفرس. وقد انتصر العرب في هذا اليوم ضد الفرس.

## وفيات
- زهير بن أبي سلمى الشاعر الجاهلي.